# Aethes tatricana
Aethes tatricana är en fjärilsart som beskrevs av Stanislaw Adamczewski 1936. Aethes tatricana ingår i släktet Aethes och familjen vecklare. Inga underarter finns listade i Catalogue of Life.